# Sienicki (herb szlachecki)
Sienicki (Jelita odmienne III) – polski herb szlachecki, odmiana herbu Jelita, z nobilitacji.

## Opis herbu
Opis zgodnie z klasycznymi regułami blazonowania:
W polu błękitnym trzy kopie w gwiazdę złote - dwie w krzyż skośny i trzecia na opak, na nich.
Klejnot - ramię zbrojne, trzmające płonącą pochodnię.
Labry błękitne, podbite złotem.

## Najwcześniejsze wzmianki
Nadany 1 marca 1581 Janowi Sienickiemu. Herb powstał z adopcji do herbu Jelita. Niemal identyczny herb (z inną tynkturą) otrzymał tego samego dnia Stefan Maszalski (herb własny Maszalski). Nobilitacja była nagrodą za odwagę przy zdobywaniu Wielkich Łuków.

## Herbowni
Sienicki.